# Супрамолекулярная химия
Супрамолекулярная (надмолекулярная) химия (Supramolecular chemistry, Супермолекулярная химия) — междисциплинарная область науки, включающая химические, физические и биологические аспекты рассмотрения более сложных, чем молекулы, химических систем, связанных в единое целое посредством межмолекулярных (нековалентных) взаимодействий. Объекты супрамолекулярной химии — супрамолекулярные ансамбли, строящиеся самопроизвольно из комплементарных, то есть имеющих геометрическое и химическое соответствие фрагментов, подобно самопроизвольной сборке сложнейших пространственных структур в живой клетке. Одной из фундаментальных проблем современной химии является направленное конструирование таких систем, создание из молекулярных «строительных блоков» высокоупорядоченных супрамолекулярных соединений с заданной структурой и свойствами.
Супрамолекулярные образования характеризуются пространственным расположением своих компонентов, их архитектурой, «супраструктурой», а также типами межмолекулярных взаимодействий, удерживающих компоненты вместе. В целом межмолекулярные взаимодействия слабее, чем ковалентные связи, так что супрамолекулярные ассоциаты менее стабильны термодинамически, более лабильны кинетически и более гибки динамически, чем молекулы.
Согласно терминологии супрамолекулярной химии, компоненты супрамолекулярных ассоциатов принято называть рецептор (ρ) и субстрат (σ), где субстрат — меньший по размеру компонент, вступающий в связь. Термины соединение включения, клатрат и соединение (комплекс) типа гость—хозяин характеризуют соединения, существующие в твёрдом состоянии и относящиеся к твёрдым супрамолекулярным ансамблям.
Селективное связывание определённого субстрата σ и его рецептора ρ с образованием супермолекулы σρ происходит в результате процесса молекулярного распознавания. Если помимо центров связывания рецептор содержит реакционноспособные функциональные группы, он может влиять на химические превращения на связанном с ним субстрате, выступая в качестве супрамолекулярного катализатора. Липофильный, растворимый в мембранах рецептор может выступать в роли носителя, осуществляя транспорт, перенос связанного субстрата. Таким образом, молекулярное распознавание, превращение, перенос — это основные функции супрамолекулярных объектов.
Супрамолекулярную химию можно разделить на две широкие, частично перекрывающиеся области, в которых рассматриваются соответственно: 1) супермолекулы — хорошо определённые, дискретные олигомолекулярные образования, возникающие за счёт межмолекулярной ассоциации нескольких компонентов (рецептора и субстрата(ов)) в соответствии с некоторой «программой», работающей на основе принципов молекулярного распознавания; 2) супрамолекулярные ансамбли — полимолекулярные ассоциаты, возникающие в результате спонтанной ассоциации неопределённо большого числа компонентов в специфическую фазу, характеризуемую более или менее определённой организацией на микроскопическом уровне и макроскопическими свойствами, зависящими от природы фазы (плёнка, слой, мембрана, везикула, мезоморфная фаза, кристалл и т. д.).
Для описания расположения субстрата(ов) относительно рецептора используется специальный формализм. Внешние комплексы-аддукты могут быть обозначены как [A,B], или [A//B]. Для обозначения комплексов включения σ в ρ и частичного пересечения σ и ρ используются математические символы включения ⊂ и пересечения ∩ — [A⊂B] и [A∩B], соответственно. В современной химической литературе наряду с символом ∩ так же часто используется альтернативный символ @.
Впервые термин «супрамолекулярная химия» был введен в 1978 г. лауреатом Нобелевской премии Жаном-Мари Леном и определен как «химия, описывающая сложные образования, которые являются результатом ассоциации двух (или более) химических частиц, связанных вместе межмолекулярными силами». Последующие годы были отмечены взрывообразным развитием этой молодой междисциплинарной науки. В 2016 году за исследования в этой области Нобелевскую премию по химии получили сэр  Джеймс Фрейзер Стоддарт, Жан-Пьер Соваж и Бернард Феринга.

## Основные классы соединений
- Рецепторы:
  - Кавитанды
  - Криптанды
  - Каликсарены

- Супермолекулы:
  - Комплексы типа гость-хозяин
  - Ротаксаны
  - Катенаны

- Ансамбли:
  - Мицеллы
  - Липосомы
  - Мембраны
  - Жидкие кристаллы

- Твёрдые соединения включения:
  - Клатраты
  - Интеркалаты